# Paneuropäisches Picknick

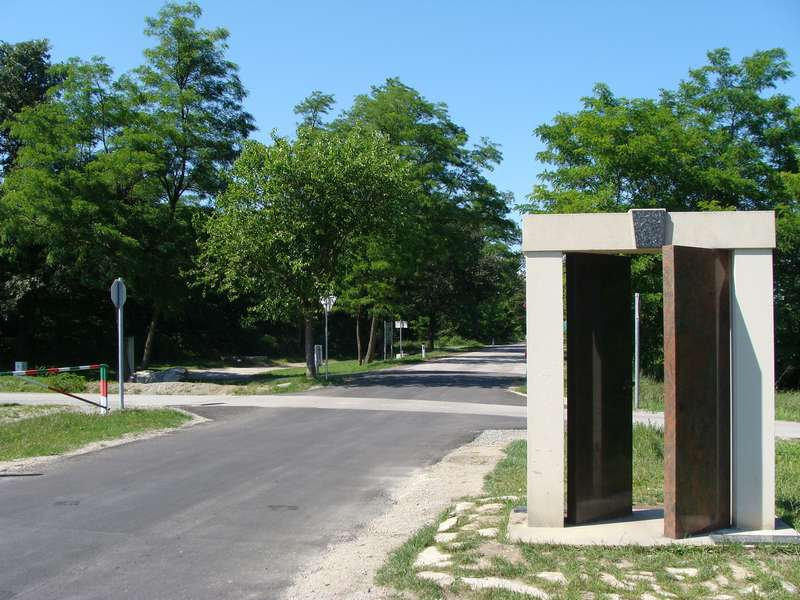
Heutiger Grenzübergang an der Gedenkstätte (Juni 2009)

Das Paneuropäische Picknick war eine Friedensdemonstration ungarischer Oppositioneller an der ungarisch-österreichischen Grenze zwischen Sopron (Ödenburg) und Sankt Margarethen im Burgenland am 19. August 1989. Sie wurde in der Erinnerungskultur nachträglich zum Meilenstein jener Vorgänge stilisiert, die zum Ende der DDR, zur deutschen Wiedervereinigung führten und das Ende des Ostblocks besiegelten.
Mit Zustimmung ungarischer und österreichischer Behörden sollte bei der Veranstaltung ein Grenztor symbolisch für drei Stunden geöffnet werden. Zwischen 600 und 700 DDR-Bürger nutzten dann diese kurze Öffnung des Eisernen Vorhangs zur Flucht in den Westen. Es war die größte Fluchtbewegung aus Ost-Deutschland seit dem Bau der Berliner Mauer. An der Nordostecke des Reichstagsgebäudes in Berlin erinnert eine Gedenktafel an das Paneuropäische Picknick.

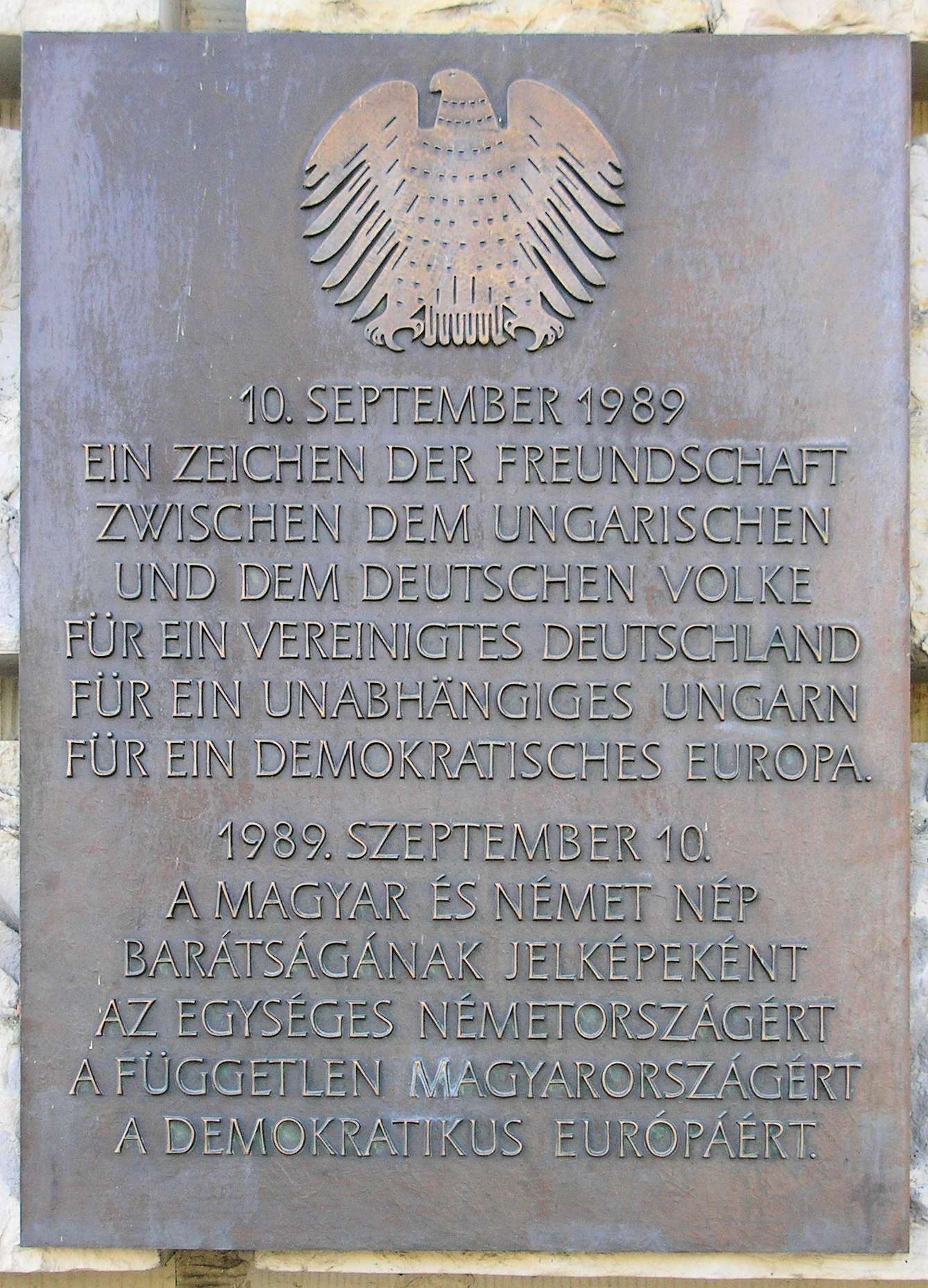
Am Reichstagsgebäude die Gedenktafel zur ungarischen Grenzöffnung am 10. September 1989

## 19. August 1989

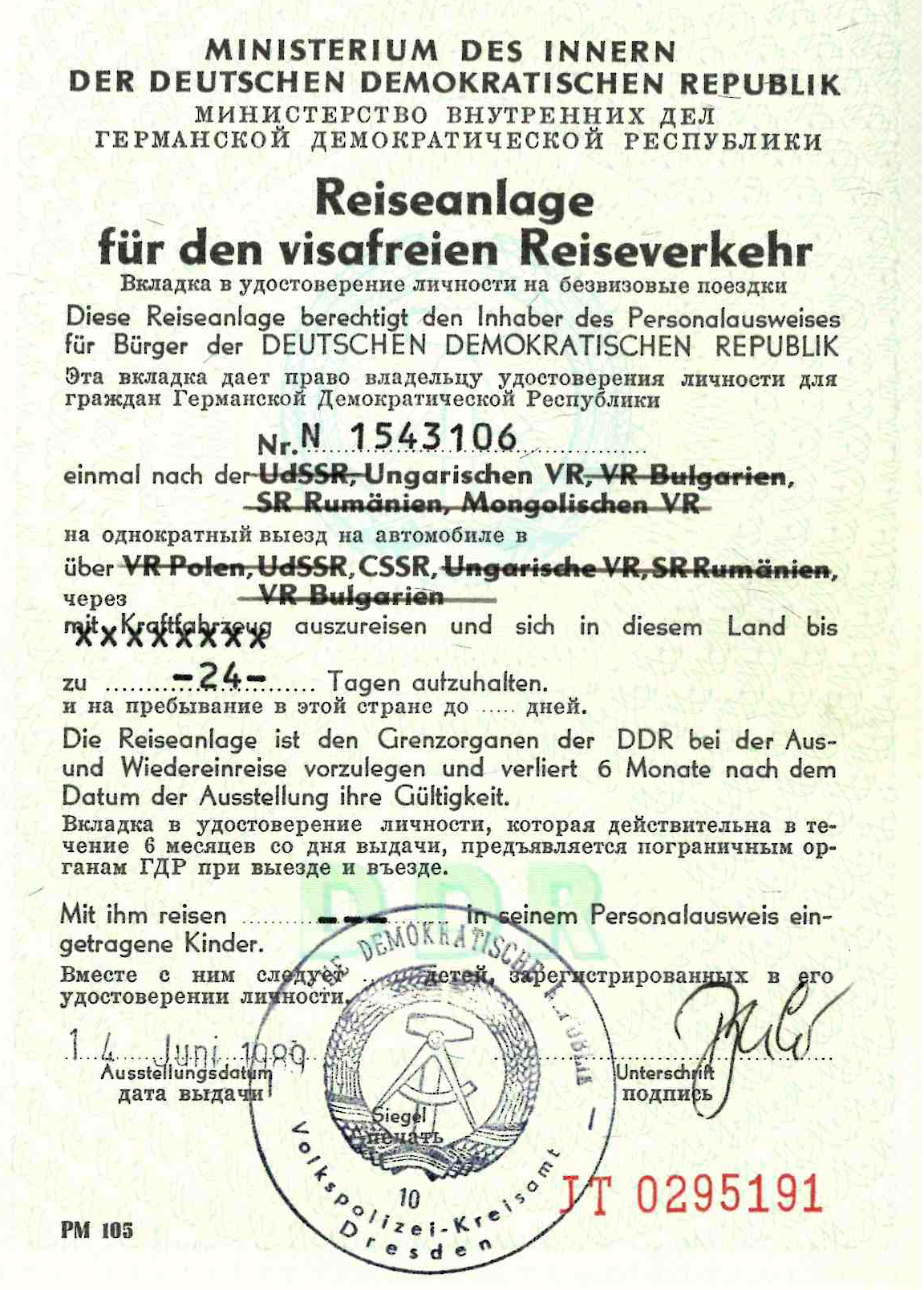
Sogenanntes „Ungarnvisum“, mit dem es im Sommer 1989 möglich war, von der DDR nach Ungarn zu reisen

Bereits am 27. Juni 1989 hatten wenige Kilometer entfernt der damalige österreichische Außenminister Alois Mock und sein ungarischer Amtskollege Gyula Horn symbolisch den der Grenze vorgelagerten Signalzaun durchtrennt, um den am 2. Mai 1989 begonnenen Abbau der Überwachungsanlagen durch Ungarn zu unterstreichen. Das Signalsystem, die Zäune und die Überwachungsanlagen wurden damals mit Wissen der Führung der Sowjetunion um Michail Gorbatschow abgebaut, weil Ungarn sich den Betrieb nicht mehr leisten konnte, es schon modernere Methoden zur Grenzensicherung gab und weil im Hinblick auf die österreichisch-ungarische Bewerbung für die Weltausstellung Expo 95 ein Image-Schaden befürchtet wurde. Ungarn verstärkte jedoch die Bewachung, um unkontrollierte Grenzübertritte an seiner Westgrenze zu verhindern.
Das Picknick fand am Grenztor an der alten Pressburger Landstraße zwischen Sankt Margarethen im Burgenland und Sopronkőhida (Steinambrückl) in Ungarn statt. Die Idee ging von Otto von Habsburg und der MDF-Organisation der ostungarischen Stadt Debrecen aus. Es lagen dann auch amtliche Bewilligungen vor, dass es am Nachmittag des 19. August 1989 von 15 bis 18 Uhr einen improvisierten Grenzübergang geben werde. Veranstalter waren Mitglieder des oppositionellen Ungarischen Demokratischen Forums und die Paneuropa-Union. Schirmherren waren Unions-Präsident und CSU-Europaabgeordneter Otto von Habsburg und der ungarische Staatsminister und Reformer Imre Pozsgay. Diese sahen im geplanten Picknick eine Chance, die Reaktion Gorbatschows auf eine Grenzöffnung zu testen. Sie verständigten sich, dass unter DDR-Bürgern Werbung dafür gemacht werden sollte: Die Paneuropa-Union ließ tausende Flugzettel verteilen, mit denen zu einem Picknick nahe der Grenze bei Sopron eingeladen wurde. Viele verstanden die Botschaft und reisten an. Mit dem initiierten Picknick wollten Habsburg und Pozsgay insbesondere prüfen, ob Moskau bei einer Öffnung des Eisernen Vorhanges den in Ungarn stationierten sowjetischen Truppen den Befehl zum Eingreifen geben würde. Damals war noch völlig unklar, ob die Sowjetunion oder einzelne Ostblockstaaten militärisch intervenieren würden, falls es zu einer ungelegenen antikommunistischen und antisowjetischen Entwicklung käme.
Die symbolische Durchtrennung des Stacheldrahtes wurde vorgenommen von Mária Filep, die als eine der Hauptorganisatoren des Paneuropäischen Picknicks gilt. Kurz vor 15 Uhr kamen völlig unerwartet die ersten 20 bis 30 DDR-Bürger am noch von bewaffneten Kräften gesicherten Grenztor an. Es wurde aufgerissen, und die meist jungen Leute rannten auf die österreichische Seite, wo Journalisten und ein österreichisches Kamerateam warteten.
Gegen 15 Uhr kamen weitere etwa 150 DDR-Bürger an das von fünf Soldaten bewachte Grenztor. Sie drückten es erneut auf, und das Geschehen wiederholte sich. In insgesamt drei Wellen hatten zwischen 600 und 700 DDR-Bürger die kurze „symbolische“ Grenzöffnung des Eisernen Vorhangs zur Flucht in den Westen genutzt. Es war damit die bis dahin größte Fluchtbewegung aus Ost-Deutschland seit dem Bau der Berliner Mauer. Die Nachricht verbreitete sich sehr schnell. 
Die ungarischen Grenzsoldaten reagierten besonnen auf die sich abzeichnende Massenflucht und schritten nicht ein. Dazu trug maßgeblich der damals leitende Grenzoffizier Árpád Bella bei. Mangels eindeutiger Anweisungen seiner Vorgesetzten wies er das Grenzpersonal an, die direkt vor ihren Augen vorübereilenden illegalen Grenzgänger zu ignorieren. Damit verstieß er gegen seine Dienstpflicht und riskierte eine Haftstrafe, verhinderte aber eine fast zwangsläufige Eskalation der Situation. Ein später hinzugekommener Vorgesetzter versuchte hektisch, einzelne DDR-Bürger aufzuhalten, konnte aber angesichts ihrer Zahl nichts ausrichten. Auch der Chef der örtlichen österreichischen Grenzwachen gedachte zunächst einzugreifen; wie er später bekannte, sah er sich durch Bella aber überzeugt, dass ein Einschreiten nur Unglück bringe.
Der ungarische Staatssicherheitsdienst wusste laut seinen Akten schon seit dem 10. Juli 1989, dass aufgrund eines Vorschlages von Otto Habsburg eine Veranstaltung an der Grenze geplant war. Er informierte den ungarischen Inlandsgeheimdienst am 31. Juli 1989 über Vorbereitungen für diese Veranstaltung. Auch die Operativgruppe des Ministeriums für Staatssicherheit der DDR, die Präsenz der Stasi in Ungarn, hatte Informationen über das Paneuropäische Picknick, aber auch deren Offiziere reagierten nicht und der Stasi blieb nichts weiter übrig, als den Rücktransport der verlassenen Fahrzeuge zu organisieren.
Zudem warteten Tausende DDR-Bürger etwas weiter entfernt auf die Chance zum Grenzübertritt, da sie nicht an die Öffnung der Grenze glaubten und den Vorgängen nicht trauten. Deshalb passierten an diesem Tag nur einige Hundert Menschen die Grenze. In den Folgetagen wurde die Bewachung der ungarischen Westgrenze auf Anweisung der ungarischen Regierung wieder verstärkt, so dass nur noch verhältnismäßig wenigen die Flucht gelang. Mit der Massenflucht beim Paneuropäischen Picknick, dem daraufhin zögernden Verhalten der SED-Spitze und dem Nichteingreifen der Sowjetunion brachen dann die Dämme. Nun machten sich Ostdeutsche zu Zehntausenden nach Ungarn auf, das nicht mehr bereit war, seine Grenzen völlig dicht zu halten. Die Führung der DDR in Ost-Berlin wagte nicht, die Grenzen des eigenen Landes völlig zu verriegeln. Der Österreichische Rundfunk berichtete – etwa am 26. August – von jeweils über einhundert geglückten Fluchtversuchen am Tag, bevor Ungarn am 11. September 1989 endgültig seine Grenze für DDR-Bürger öffnete.

## Historische Einordnung
Das Paneuropäische Picknick gilt als wesentlicher Meilenstein der Vorgänge, die zum Ende der DDR und zur deutschen Wiedervereinigung führten.
Jährlich am 19. August finden Gedenkfeiern an der Stelle des Grenzdurchbruchs statt.
Zum Paneuropäischen Picknick diktierte Erich Honecker dem Daily Mirror folgende Erklärung:

„Habsburg verteilte Flugblätter bis weit nach Polen hinein, auf denen die ostdeutschen Urlauber zu einem Picknick eingeladen wurden. Als sie dann zu dem Picknick kamen, gab man ihnen Geschenke, zu essen und Deutsche Mark, dann hat man sie überredet in den Westen zu kommen.“

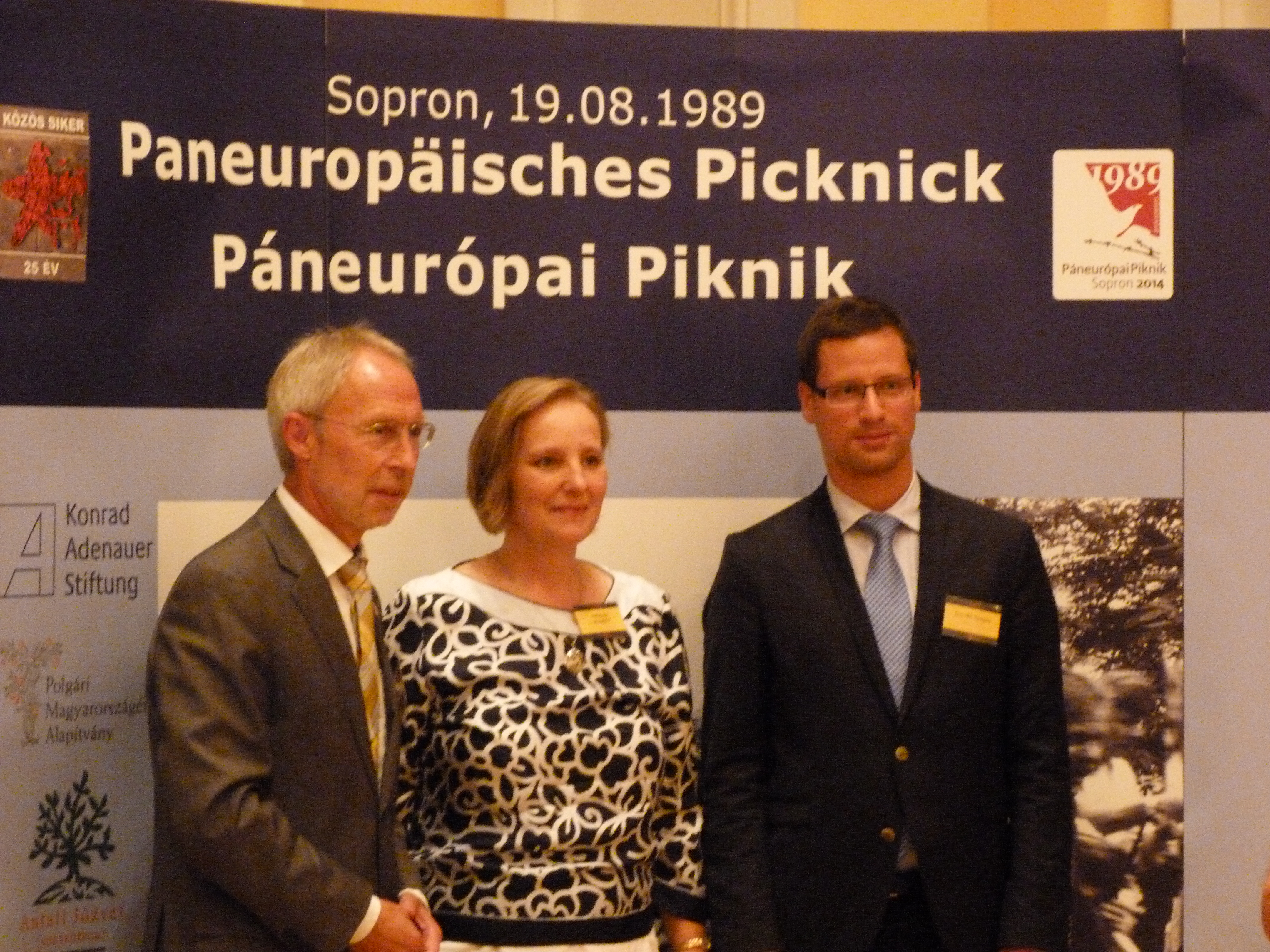
Paneuropäisches Picknick – 25. Jahrestag: Frank Spengler, Hildigund Neubert und Gergely Gulyás (v. l. n. r.), Sopron 2014

Zur Bewertung der Vorgänge im Sommer und Herbst 1989 hob Bundeskanzler Helmut Kohl die Ereignisse an der Grenze hervor. Es sei Ungarn gewesen, wo „der erste Stein aus der Mauer geschlagen“ wurde, rief Kohl seinen Landsleuten am 4. Oktober 1990 in Berlin in Erinnerung – am Tag nach der Wiedervereinigung.
EU-Kommissionspräsident José Manuel Barroso würdigte im Jahr 2009, das „friedliche Picknick“ an der österreichisch-ungarischen Grenze bei Sopron habe „geholfen […], den Verlauf der europäischen Geschichte zu verändern“. Es habe dazu geführt, dass sich der „Eiserne Vorhang kurz öffnete“ und hat damit zu dessen „endgültigem Fall und der Wiedervereinigung Deutschlands“ beigetragen. Damit stehe es für den Anfang vom Ende der Teilung Europas durch den Kalten Krieg.
Bundeskanzlerin Angela Merkel legte am 19. August 2009 an der Gedenksäule zum Picknick an der österreichischen ungarischen Grenze einen Kranz nieder und traf sich mit Zeitzeugen des Paneuropäischen Picknicks vom August 1989. Dabei meinte sie, dass beim Paneuropäischen Picknick das Tor zur Freiheit ein unumkehrbares Stück weit geöffnet worden sei. Ungarn habe damit dem Willen der Freiheit von Deutschen aus der damaligen DDR so etwas wie Flügel verliehen, sagte Merkel.
Erst durch die Erinnerungskultur wurde das Paneuropäische Picknick zum Symbol für die gesamte Fluchtbewegung des Sommers 1989. Die wichtige Rolle der ungarischen Oppositionsbewegung wurde zunehmend verschwiegen, die Rolle Habsburgs hervorgehoben. Der Gedächtnisort wurde von Politik und Medien für eigene Zwecke konstruiert, die Bedeutung für den Zusammenbruch des Ostblocks und die aktive Rolle Österreichs dabei übertrieben.

## Gedenkstätte

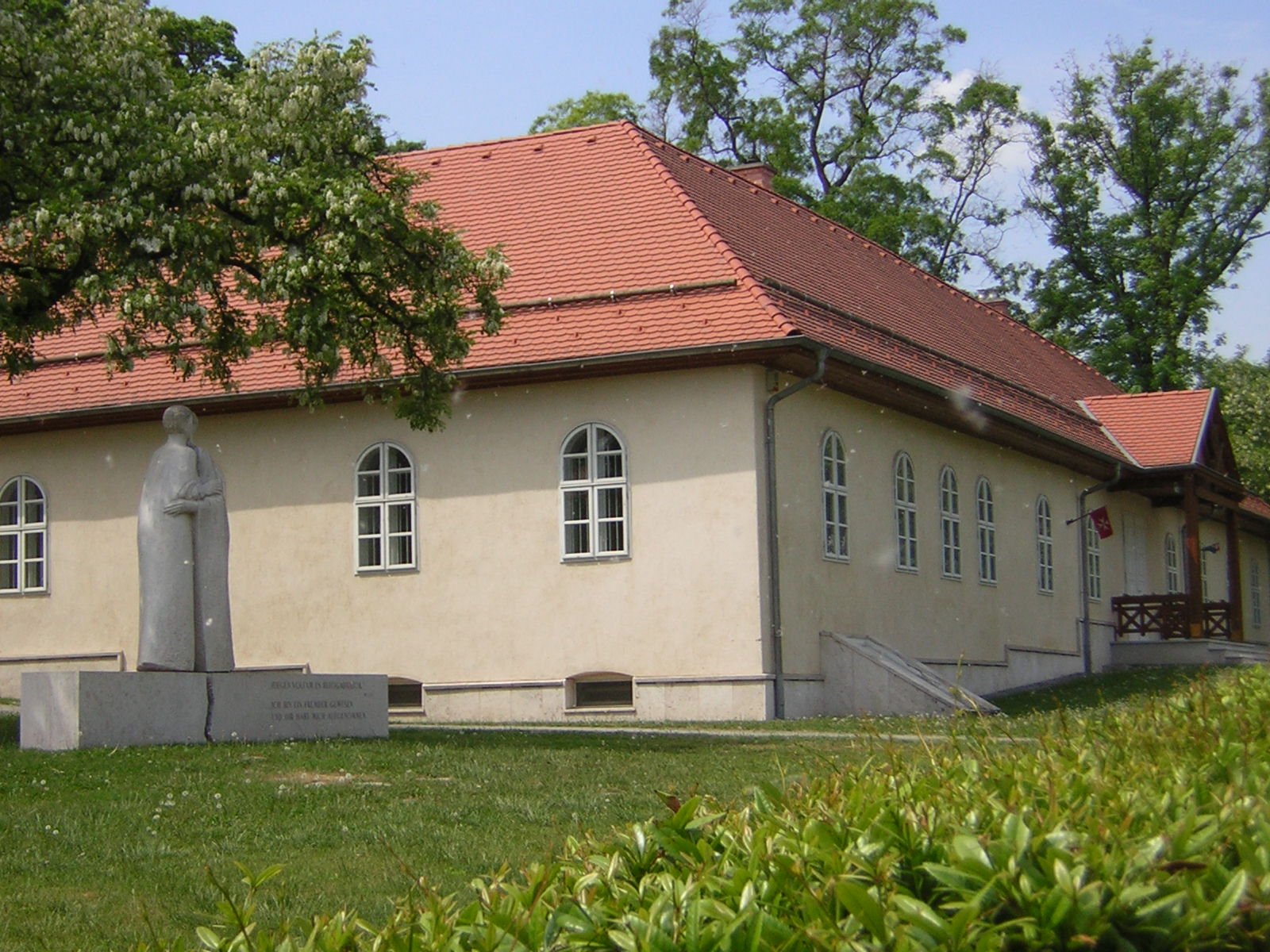
Denkmal der Aufnahme (2004), Budapest

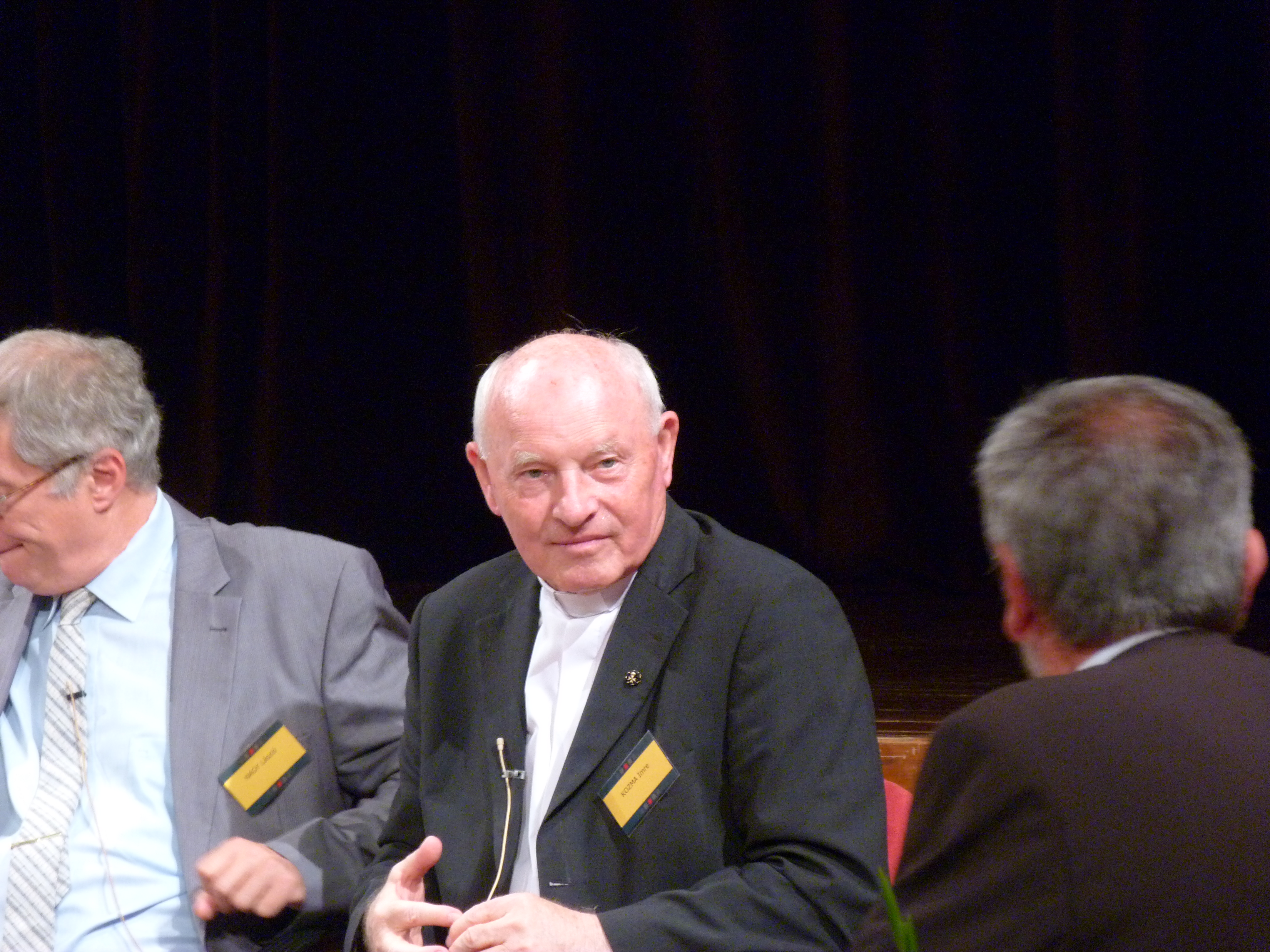
Imre Kozma, Gründer des Ungarischen Malteser Hilfsdienstes

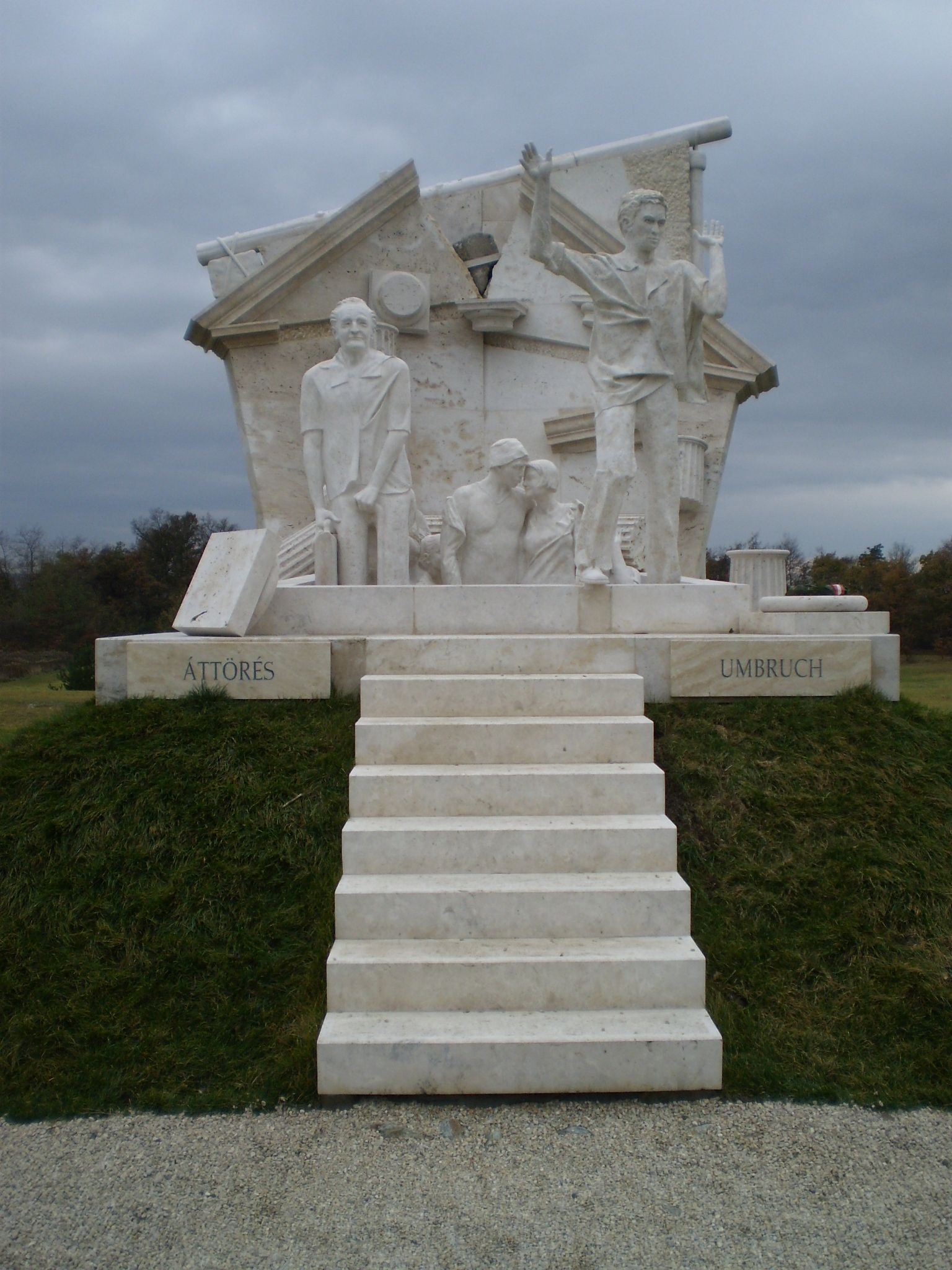
Paneuropäisches-Picknick-Denkmal „Áttörés – Umbruch“ von Miklós Melocco

An der Stelle, wo seinerzeit das Grenztor von den Flüchtlingen durchbrochen wurde, erinnert heute ein Kunstwerk des ungarischen Künstlers Miklós Melocco an die damaligen Ereignisse. In die Kalksteinskulptur mit dem Titel „Áttörés – Umbruch“ ist auch ein Stück der Berliner Mauer eingefügt. Auf dem Gelände befinden sich weitere kleinere Denkmäler, darunter auch ein sich öffnendes Steintor (Bild ganz oben). Anlässlich des dreißigjährigen Jubiläums des Paneuropäischen Picknicks wurde zudem im Jahr 2019 auf ungarischer Seite ein Besucherzentrum fertiggestellt, in dem die Geschehnisse interaktiv erlebbar gemacht werden.
1996 wurde in Fertőrákos nahe Sopron eine zehn Meter hohe Edelstahlplastik der Bildhauerin Gabriela von Habsburg errichtet. Sie symbolisiert ein aufgestelltes Stück Stacheldraht, das aus der Ferne die Form eines Kreuzes hat.
2004 wurde im Garten des Ungarischen Malteser Hilfsdienstes in Zugliget, einem Teil des 12. Budapester Gemeindebezirkes Hegyvidék, das Denkmal der Aufnahme errichtet. In der Zeit vom 14. August bis 14. November 1989 lebten die DDR-Flüchtlinge in dem hier errichteten Lager.